# Wiktor Iwanowski
Wiktor Iwanowski ps. Szpak (ur. 16 kwietnia 1925 w Wilnie, zm. 13 września 2014 w Szczecinie) – żołnierz 7 Brygady „Wilhelma” w Armii Krajowej, po II wojnie światowej – profesor Uniwersytetu Szczecińskiego (dr hab.). Twórca sferosomatografu określającego krzywizny kręgosłupa. Trener pływania.

## Życiorys
Urodził się w Wilnie jako syn Justyna i Zenaidy Iwanowskich. W chwili wybuchu wojny (rok 1939) miał 14 lat. Przysięgę Armii Krajowej złożył 15 sierpnia 1943 roku przed por. Henrykiem Dytzem ps. „Lot”. Został przydzielony do drużyny dywersyjno-szturmowej, a 9 kwietnia 1944 roku oddelegowany do 7 Brygady AK „Wilhelma”. Walczył u „Szczęsnego” w drużynie Edwarda Kroiła, a następnie przeszedł do brygady „Gozdawy”. Po zaginięciu por. Jerzego Rożałowskiego („Gozdawy”) wrócił do 7 Brygady; otrzymał przydział do drużyny „Karlika” w 3 plutonie „Szczęsnego”.
Po rozbrojeniu wileńskiej partyzantki przez wojska NKWD 18 lipca 1944 roku został aresztowany i zesłany do Miednik. W obozie internowania przebywał do 28 lipca. Następnie wywieziony do Kaługi. Tu zasłynął z wykonywania drobnych pamiątek i obozowych szkiców. We wrześniu został skierowany do III batalionu roboczego. Pracował w lesie w okolicach Sieredniaki, skąd 15 sierpnia 1945 roku uciekł. W latach 1946–47 był członkiem Związku Młodzieży Demokratycznej.
Po powrocie do Polski kontynuował naukę. Studiował początkowo na Politechnice Wrocławskiej a potem w Wyższej Szkole Wychowania Fizycznego we Wrocławiu. W latach 1946–1952 był instruktorem pływania w AZS we Wrocławiu. Po ukończeniu studiów w 1952 roku, skierowany do Dzierżoniowa, gdzie w Technikum Radiotechnicznym uczył wychowania fizycznego. W latach 1953–54 uczył też w Liceum Ogólnokształcącym w Bielawie. W 1954 roku założył i do 1962 roku był dyrektorem Młodzieżowej Szkoły Sportowej przy Zrzeszeniu Sportowym „Włókniarz” w Dzierżoniowie. W 1962 roku powrócił już jako adiunkt do Wyższej Szkoły Wychowania Fizycznego we Wrocławiu. W roku 1967 uzyskał stopień doktora. W 1980 roku przeszedł do Akademii Wychowania Fizycznego w Poznaniu i objął stanowisko kierownika Zakładu Pływania w Filii AWF w Gorzowie Wielkopolskim. W 1985 roku, będąc już na emeryturze otrzymał stanowisko nauczyciela akademickiego i pracował jako kierownik zakładu Wychowania Zdrowotnego w Instytucie Kultury Fizycznej. W roku 1987 został habilitowany, otrzymał stanowisko profesora i pracował jako kierownik Zakładu Pływania na Uniwersytecie Szczecińskim. Zajmował się problemami fizjologicznych krzywizn kręgosłupa człowieka, w tym skoliozą i skutecznością jej leczenia metodą pływania korekcyjno-leczniczego. W 2001 roku zaprzestał pracy zawodowej.
Równocześnie nie tracił kontaktu ze środowiskiem byłych AK-owców. Uczestniczył we wszystkich Zjazdach Żołnierzy Kresowych i opracowywał sprawozdania z ich przebiegu; napisał swoje wspomnienia i opublikował je w książce „Wilno Ojczyzno Moja”.
Wśród uczniów szkół średnich Szczecina i wśród młodych żołnierzy szczecińskiego garnizonu prowadził „żywe lekcje historii”
W okresie aktywności zawodowej i na emeryturze pracował społecznie. Był członkiem Zarządu Okręgowego Związku Pływackiego, Głównej Komisji Rewizyjnej AZS, członkiem PTTK, wiceprzewodniczącym Towarzystwa Walki z Kalectwem, członkiem Związku Nauczycielstwa Polskiego, Związku Osadników Wojskowych na Ziemiach Odzyskanych, Polskiego Związku Filatelistów, wiceprzewodniczący koła ZBOWiD Wrocław–Leśnica. Jego hobby to rzeźbienie w drewnie.

## Odznaczenia
- Krzyż Oficerski Orderu Odrodzenia Polski (nr leg. 177-2000-5)
- Krzyż Kawalerski Orderu Odrodzenia Polski (nr leg. 3439-84-14)
- Złoty Krzyż Zasługi (nr leg. 1248-72-8)
- Krzyż Armii Krajowej
- Krzyż Partyzancki
- Medal Wojska
- Medal 10-lecia Polski Ludowej (nr leg. 442292/4.05.1955)
- Medal 30-lecia Polski Ludowej (nr leg. 1157/74M)
- Srebrna Odznaka „Zasłużony Działacz Kultury Fizycznej” (nr leg. 150/2.11. 1971)
- Odznaka pamiątkowa Akcji „Burza” (nr leg. I-18/1-006)
- Odznaka Pamiątkowa 1 Zgrupowania Partyzanckiego Okręgu Wilno Armii Krajowej (nr leg. 479)
- Odznaka Weterana Walk o Niepodległość (11.11. 1995)